# Pantserbuks M1918

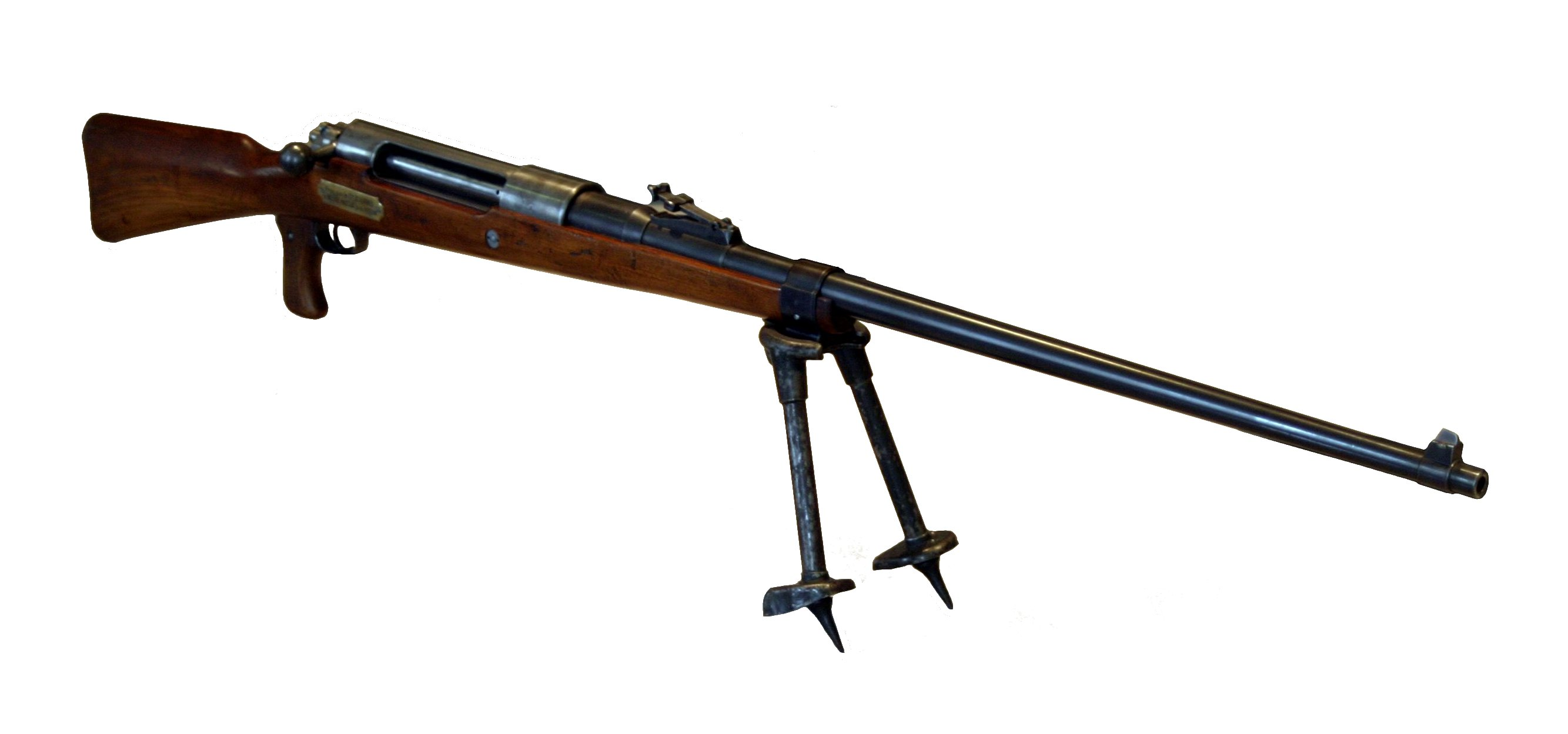
Mauser Tank-Gewehr M1918

De pantserbuks M1918 is een Duits antitankgeweer dat voornamelijk werd gebruikt tijdens de Eerste Wereldoorlog. Met een pantserbuks was het mogelijk pantserwagens en tanks - die toen voor het eerst werden ingezet - uit te schakelen. 
De Duitse firma Mauser kreeg de opdracht om een geweer te ontwikkelen tegen tanks en vliegtuigen. In het voorjaar van 1918 gaat het antitankwapen in productie. Het wapen werd de M1918 13 x 92 mm Mauser Tankgewehr genoemd. Het was een eenschotswapen met een voorsteun gebaseerd op het grendelprincipe. Er werden ongeveer 16.500 van deze wapens geproduceerd tijdens de Eerste Wereldoorlog.
Om het wapen te bedienen waren 2 man nodig, beide hiervan een schutter. Dit kwam omdat na een schot of 3 de schutter last van duizeligheid of hoofdpijn kreeg, door de enorme terugslag van het wapen, dat 168 cm lang was en 17 kg zwaar is. Het wapen was alleen effectief als men een voltreffer raakte aan de aan boord zijnde munitie of motor, hierdoor zijn er maar 1% van de tanks door dit geweer uitgeschakeld.